# Marco Ritzberger
Marco Ritzberger (ur. 27 grudnia 1986 w Vaduz) – liechtensteiński piłkarz, reprezentant kraju i klubu FC Vaduz, którego jest wychowankiem. Występuje na pozycji obrońcy. W reprezentacji Liechtensteinu zadebiutował w 2004 roku. Dotychczas rozegrał w niej 35 meczów, w których zdobył jedną bramkę (stan na 12.03.2014).